# Amram

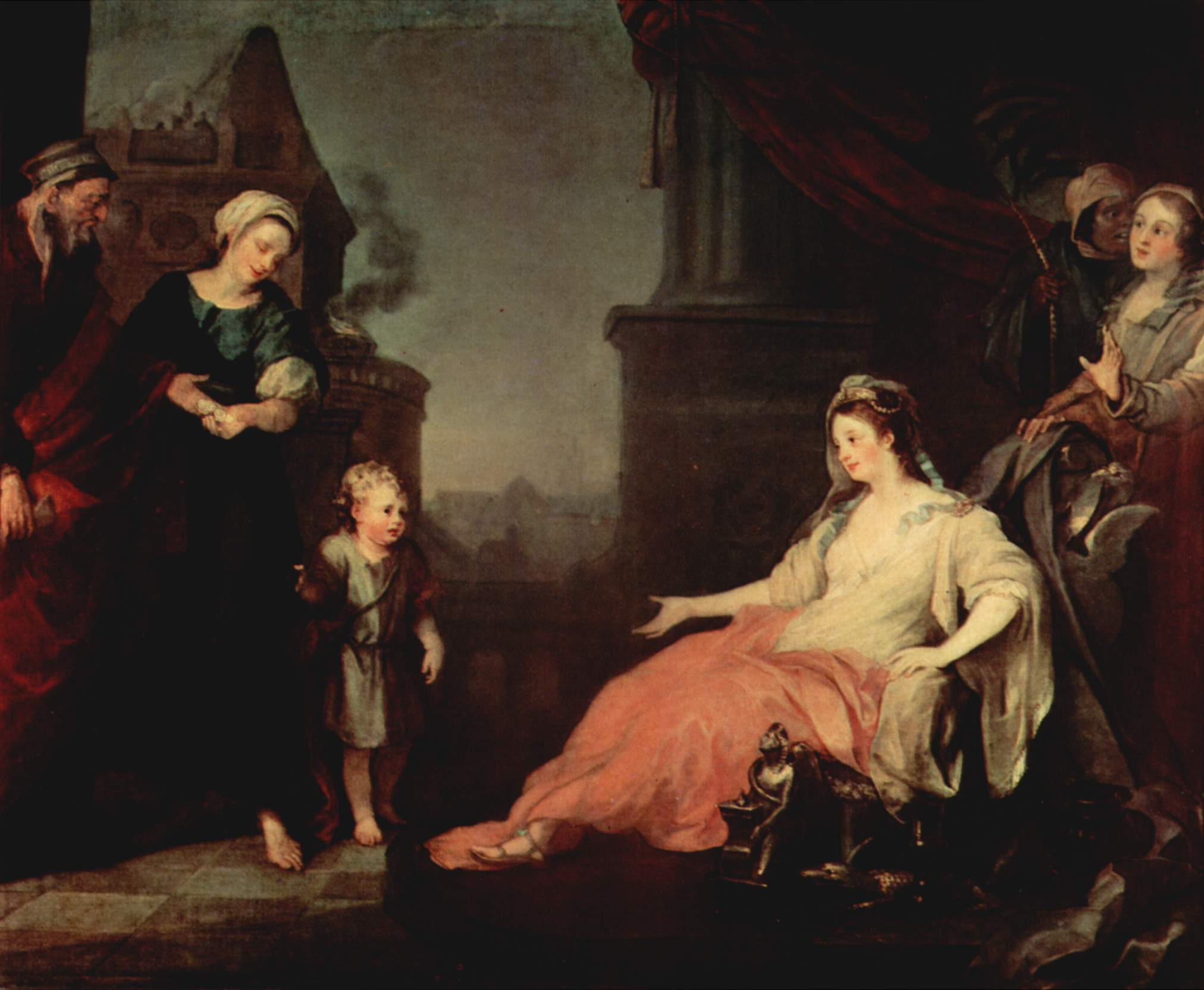
Amram, Jokebed, Mojżesz i córka faraona na obrazie Williama Hogartha (1746)

Amram (hebr. עַמְרָם) – postać biblijna ze Starego Testamentu, syn Kehata, ojciec Mojżesza, Aarona i Miriam. Jego żoną była Jokebed. Żył 137 lat. Od Amrama pochodzi ród Amramitów.